# Thực vật ưa nắng

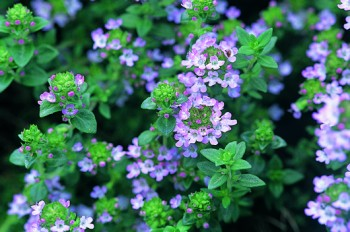
Thymian (Thymus Vulgaris)

Cây say nắng hoặc cây ưa nắng được thích nghi với môi trường sống với lượng ánh nắng rất mạnh, do việc xây dựng cấu trúc và bảo trì (trao đổi chất) của chính nó. Các cây ưa năng lượng mặt trời, ví dụ, hoa phổi, ling, húng tây và velcro mềm, cỏ ba lá trắng, và hầu hết các loài hoa hồng. Chúng phổ biến ở địa hình mở, đá, đồng cỏ, cũng như trên đồng cỏ núi và đồng cỏ và các khu vực phơi nắng dài khác.
Các tính năng đặc biệt của cây bao gồm lá nhỏ thô với lông bảo vệ và sáp chống lại bức xạ ánh sáng quá mức và mất nước. Trong cấu trúc, các lá khác nhau trong các lớp cọc rào nhọn đôi thường xuyên. Lục lạp có một yếu tố bảo vệ như caroten và các enzyme, và tích lũy ROS để tránh tác dụng độc hại. Ngoài ra, còn có khí khổng trên lá và chồi xanh, để cho phép trao đổi khí tốt hơn. Đồng thời, điều này làm tăng khả năng quang hợp.
Không giống như các loài thực vật ưa bóng, thực vật ưa nắng có điểm bù ánh sáng cao và vì điều này chúng cần cường độ chiếu sáng cao hơn để sử dụng carbon dioxide hiệu quả. Lá ưa nắng, về mặt này, có khả năng rất cao, đến   {\displaystyle 30\mu molCO_{2}/m^{2}s}.
Tuy nhiên, những cây này có sự trao đổi chất cơ bản cao hơn so với các lá khác.